# Mayrimunia
Genre
Mayrimunia est un genre d'oiseaux de la famille des Estrildidae.

## Taxinomie
Le nom a été choisi en honneur du biologiste Ernst Mayr, associant son nom à Munia, nom désignant de nombreux Passeriformes en Asie.

## Répartition
Ces oiseaux sont endémiques de Nouvelle-Guinée.

## Liste des espèces
Selon la classification de référence du Congrès ornithologique international (14.2, 2024) il comporte deux espèces :
- Mayrimunia tristissima (Wallace, 1865) — Capucin à tête rayée
- Mayrimunia leucosticta (D'Albertis & Salvadori, 1879) — Capucin tacheté

## Systématique
Le nom valide complet (avec auteur) de ce taxon est Mayrimunia Wolters, 1949.